# 黃炘強
黃炘強，香港中文大學教授，會計師、中國財稅制度專家。
黃炘強出生于香港，中華人民共和國成立前在廣州財政學校會計科畢業，1950年代被分派到廣州工廠任會計主管30年。在1982年於暨南大學再進修，成為中國註冊會計師。

## (部份)職務
- 香港中文大學教授，中國大陸會計學、財務及財稅法律之課程副主任。
- 香港生產力促進局及 香港職業訓練中心導師。
- 《信報》及《香港會計師》會刊的專欄作家。

## (部份)著作
- 《中國會計準則與證券法精讀》
- 《中國會計管理精要》
- 《中國審計實用手冊》
- 《中國稅務新手冊》2008年版 ISBN 978-962-8943-90-6

## 外部參考
- 中國財稅專家學者: 黃炘強[永久]